# Isa Mustafa
Isa Mustafa (ur. 15 maja 1951 w Prapaszticy) – kosowski polityk, premier Kosowa od 9 grudnia 2014 do 9 września 2017.

## Życiorys
Ukończył studia na wydziale ekonomicznym Uniwersytetu w Prisztinie. W latach 2007–2013 był burmistrzem Prisztiny. Został przewodniczącym Demokratycznej Ligi Kosowa (alb. Lidhja Demokratike e Kosovës), centroprawicowej partii założonej w dniu 23 grudnia 1989 roku.